# エドマンド・シェフィールド (第2代バッキンガム＝ノーマンビー公)
第2代バッキンガム＝ノーマンビー公エドマンド・シェフィールド（Edmund Sheffield, 2nd Duke of Buckingham and Normanby, 1716年1月11日 - 1735年10月30日）は、イギリスの貴族。父は初代バッキンガム＝ノーマンビー公ジョン・シェフィールド、母はイングランド王ジェームズ2世の庶子キャサリン・ダーンリー。1716年から1721年までノーマンビー侯でもあった。

## 生涯
唯一存命の嫡男だったため、1721年に父が没した時に5歳で公位を継承した。1732年にオックスフォード大学ザ・クイーンズ・カレッジへ入学したが、1735年、ローマで結核により死去した。独身で子供も無かったため爵位は消滅したが、異母兄のチャールズ・ハーバートが領地と家名を受け継ぎ、シェフィールド家は準男爵として存続した。